# Lusat
Lusat (anche noto come Lusat 1 epperò ufficialmente scritto L.U.SAT) è stato il primo satellite artificiale argentino. Messo in orbita nel 1990, ha fatto dell'Argentina la 23ª Nazione ad avere un satellite in orbita e la seconda, dopo il Brasile, del Sudamerica. Ciò è tuttavia avvenuto indirettamente, dal momento che nessuna agenzia o istituzione scientifica statale aveva progettato la messa in orbita, bensì un ente privato (come già, ad esempio, nel caso del lussemburghese Astra 1A).
A progettare e costruire Lusat fu l'AMateur SATélite - Satélite Aficionado (ovvero, la filiale argentina della Radio Amateur Satellite Corporation) al fine di fornire telecomunicazioni ai radioamatori argentini. Ciò nasceva in gran parte dall'esigenza di modernizzare le comunicazioni all'interno di un Paese già in grande trasformazione, ma ancora profondamente rurale.
Per il lancio, l'AMSAT argentina si rivolse all'azienda francese Arianespace SA, che già da anni offriva questo servizio (aveva, ad esempio, messo in orbita il saudita Arabsat-1A nel 1985). La messa in orbita fu resa possibile grazie ad un razzo Ariane 4 lanciato dal Centre spatial guyanais.